# 太平洋深海鮭
太平洋深海鮭，為輻鰭魚綱水珍魚目小口兔鮭科的其中一種，為深海魚類，分布於北太平洋區，包括日本太平洋岸外海、白令海、阿拉斯加灣向南至墨西哥的下加利福尼亞北部海域，棲息深度0-7700公尺，本魚身體細長而扁，體深褐色或黑色，頭部及腹部藍黑色，眼直徑大約兩倍吻長，背鰭軟條8-13枚，臀鰭軟條15-25枚，體長可達25公分，棲息在中層水域，會進行垂直性洄游，以小型甲殼類為食，生活習性不明。